# Antonio Tovar y Marcoleta
Antonio Tovar y Marcoleta (Madrid, 13 de diciembre de 1847-Madrid, 22 de junio de 1925) fue un militar y político español, ministro de Guerra y director general de la Guardia Civil durante el reinado de Alfonso XIII.

## Biografía
Nacido en Madrid el 13 de diciembre de 1847, ocupó el cargo de director general de la Guardia Civil entre 23 de julio de 1916 y el 20 de abril de 1917 y el de ministro de Guerra entre el 20 de julio de 1919 y el 12 de diciembre de 1919 en un gobierno Sánchez de Toca.
Senador vitalicio y gentilhombre de cámara de Alfonso XIII había estado en los combates de Filipinas, Puerto Rico y Cuba, donde participó en la Batalla de las Colinas de San Juan y en la guerra de Melilla en Marruecos en el de la carga de Taxdirt, así como en Beni-Bu-Ifrur, Nador y Zeluán.
El general Tovar desempeñó la capitanía de la tercera región militar, (Valencia) y el gobierno militar de Barcelona.
En el campo social, fue vicepresidente del primer consejo nacional de la asociación escultista Exploradores de España («boy scouts españoles»).
Falleció en su domicilio de la calle Núñez de Balboa, 14 de Madrid el 22 de junio de 1925.
El diario Heraldo de Madrid consigno el día de su fallecimiento que dejaba escritas varias obras de táctica militar.